# Uthman ibn Abi Nisa al-Khathami
Uthman ibn Abi Nis'a al-Khath'ami (en árabe: عثمان بن أبي نسعة الخثعمي‎, romanizado: ʿUthmān ibn Abī Nisʿa al-Khathʿamī) fue el noveno valí de al-Ándalus para el Califato omeya de Damasco, durante cuatro meses de final de AD 728 (AH 110) hasta entrado AD 729 (AH 111), sucediendo a Hudhayfa ibn al-Ahwas al-Qaysi.
Las fuentes latinas, la Crónica mozárabe (754) y la Crónica profética (883), coinciden en darle un plazo de cuatro meses. El becario andaluz Ibn Habib (878/9), aun así, le da cinco meses. Al-Maqqari parece creer que sucedió a Yahya ibn Salama al-Kalbi en diciembre de 727 y fue sucedido por Hudhayfa en junio o julio 728, una inversión del orden de los gobernadores de las fuentes primarias.

La Crónica mozárabe no especifica cómo Uthman vino al poder y puede ser que no sea nombrado o aprobado por cualquier inmediato superior, el gobernador de Ifriqiya, o el soberano, el Califa omeya en Damasco. Según la Crónica, el cual critica a Hudhayfa por su carencia de seriedad,

Uthman vino en secreto de África para gobernar España. Después de que [él] hubiera gobernado cuatro meses, sustituyendo por [Hudhayfa] con honor, [al-Haytham] abiertamente reveló el sello o autorización del príncipe, enviado de la región antedicha [Ifriqiya], indicando que él fue para tomar el control de España inmediatamente.

Uthman fue sucedido por al-Haytham ibn Ubayd al-Kilabi.